# Golestanska palača
Golestanska palača (perzijski: کاخ گلستان, Kakheh Golestan), poznata i kao Gulistanska palača i Palača ružičnjaka, je bivša kraljevska palača Kadžarskog Carstva i jedan od najstarijih povijesnih spomenika u Teheranu. Pripada skupini kraljevskih zgrada koje su nekada bile zatvorene zemljanim zidom povijesne teheranske citadele Arg. Kao raskošno remek-djelo kadžarskog razdoblja upisana je na UNESCO-ov popis mjesta svjetske baštine u Aziji 2013. godine.

## Povijest
Golestanska palača je najstariji kraljevski kompleks čija se povijest prožima sa starom gradskom jezgrom odnosno Teheranskom utvrdom. Poznato je da su na tom mjestu postojale srednjovjekovne timuridske odnosno safavidske i zandijske palače iz ranog novog vijeka, no one danas nisu sačuvane jer su vladari kasnijih dinastija imali običaj graditi nova carska zdanja preko onih starijih. Prvi iranski vladar koji je počeo širiti Teheran izvan njegovih zidina bio je Muhamed-šah (1834. – 1848.) iz dinastije Kadžara, a prilikom tog širenja na sjeveru je izgrađena palača „Firdusijev vrt” (perz. Bag-e Firdus).
Reza-šah (1925. – 1941.) napušta Golestansku palaču i neposredno uz „Firdusijev vrt” gradi Sadabadsku palaču. Za vrijeme pahlavijske dinastije stari kompleks u Golestanu bio je isključivo ceremonijalnog i reprezentativnog karaktera.
Kako je Golestanska palača uspješna i inovativna integracija starih perzijskih umjetnosti i arhitekture sa zapadnjačkim utjecajima, o čemu svjedoči njezin perzijski vrt s bazenima koji je uokviren bogato ukrašenim zgradama, ona je postala UNESCO-ova svjetska baština upravo jer je „od 19. st. postala središtem perzijske umjetnosti i izvor inspiracije brojnim iranskim umjetnicima i arhitektima”.

## Odlike
Prvotna Golestanska palača imenovana je prema cvijeću (perz. gol = „cvijeće” + stan) i svjedoči o bogatim vrtovima na području starog Teherana. Današnji golestanski kompleks rezultat je 400-godišnjeg razvoja grada i sastoji se od 17 različitih zdanja uključujući palače, dvorane, odmorišta, galerije i muzeje.
Najstarije među golestanskim zdanjima je odmorište poznato kao „Karim-hanov kutak” (Halvat-e Karim-han) koje potječe iz vremena zandijske dinastije (1759. g.), a karakteristično je po ukrašavanju ornamentima umjerenih i smirujućih boja, malenom mramornom prijestolju, te fontani na središtu terase koju napaja kanat.
Dvije velike stambene palače u Golestanu su „Zgrada Sunca” (Šams-ol Emane) koja je oblikovana u iransko-europskom stilu i „Zgrada vjetra” (Emarat-e Badgir) u kojoj je instaliran drevni iranski sustav hlađenja pomoću ventilacijskih tornjeva, a njena središnja soba natkrivena je zlatnom kupolom i sadrži najfiniji vitraj kompleksa.
Najspektakularnijim zdanjem smatra se reprezentativno „Mramorno prijestolje” (Taht-e Marmar) izgrađeno 1806. godine na zahtjev Fateha Ali-šaha. Oblikovalo ga je više iranskih arhitekata i umjetnika, a zbog bogatog emajliranja, popločavanja, žbukanja, oslikavanja i graviranja drva i kvalitetnog žutog mramora iz okolice Jazda smatra se jednim od najdragocijenijih sačuvanih primjera iranske umjetnosti. Također, ova kadžarska zdanja ukazuju na promjene u iranskoj arhitektonskoj tipologiji jer prijestolje više nije smješteno pod kupolom apadane (sasanidski i safavidski primjer) već pod njenim ajvanom (portalom).
U sastavu stambenog kompleksa palača nalaze se i tri velike dvorane: „Dvorana bjelokosti” (Talar-e Addž) namijenjena za objedovanje, te „Dvorana sjaja” (Talar-e Berelijan) i „Dvorana zrcala” (Talar-e Aine) čije zrcalne refleksije otkrivaju utjecaj francuske Versajske palače. Inovacija u oblikovanju palača je i korištenje višebojnih crijepova, no primjetan je snažan utjecaj tradicionalnog iranskog kombiniranja arhitekture s perzijskim vrtovima u kojima se građevine i zelenilo zrcali u kanalima, bazenima i fontanama.
Golestanski kompleks također uključuje i niz izložbenih prostora koji su od samog početka imali funkciju galerija ili muzeja. „Dvorana porculana” (Talar-e Zoruf) sadrži veliku zbirku porculanskih umjetnina koje su iranskim šahovima poklanjali europski monarsi poput Napoleona, Nikole I., Aleksandra III, Viktorije i Vilima II. Druga dva zdanja sličnog karaktera su „Muzej darova” (Muze-je Mahsus) u kojima se također čuvaju pokloni stranih državnika, te „Bijela palača” (Kah-e Abjaz) koja je izgrađena da se pohrani golema kolekcija darova osmanskog sultana Abdula Hamida II. U „Kući bazena” (Hovs Hane) izložena su djela zapadnjačkih slikara, a „Kuća slika” (Negar Hane) sadrži radove domaćih slikara. Ostali izložbeni prostori su „Dvorana dijamanata” s umjetninama i rukotvorinama, „Dvorana za prijem” (Talar-e Salam) koja je prvotno bila riznica dragulja a potom je prenamijenjena za Pahlavijeve reprezentativne prigode. Posebne građevine uključuju „Kuću šatora” (Čador Hane) u kojoj su boravile delegacije orijentalnih zemalja, te „Kuću fotografija” (Aks Hane) vladara Nasrudin-šaha koji se osobno bavio fotografijom nedugo nakon njenog otkrića. Najkasnije sagrađeno zdanje je „Zgrada odmora” (Emarat-e Habgah), podignuto 1955. godine za posjet britanske kraljice Elizabete II, a kasnije pretvoreno u knjižnicu kadžarskih kraljevskih rukopisa. Među brojnim navedenim dvoranama (perz. talar) primjetan je arhitektonski utjecaj drevnih portika sa stupovima. Iako se kompleks Golestanskih palača tijekom 19. i početkom 20.stoljeća bitno širio i postao „gradom u gradu”, njegovi dijelovi srušeni su prilikom Reza-šahove modernizacije grada.

## Poveznice
- Baharestanska palača
- Niavaranska palača
- Sadabadska palača

## Vanjske poveznice
- Službene stranice palače  Arhivirana inačica izvorne stranice od 25. kolovoza 2006. (Wayback Machine) (engl.)
- Kolekcija fotografija (engl.)
- Informacije i slike (perz.)